# Mogansan út 50.

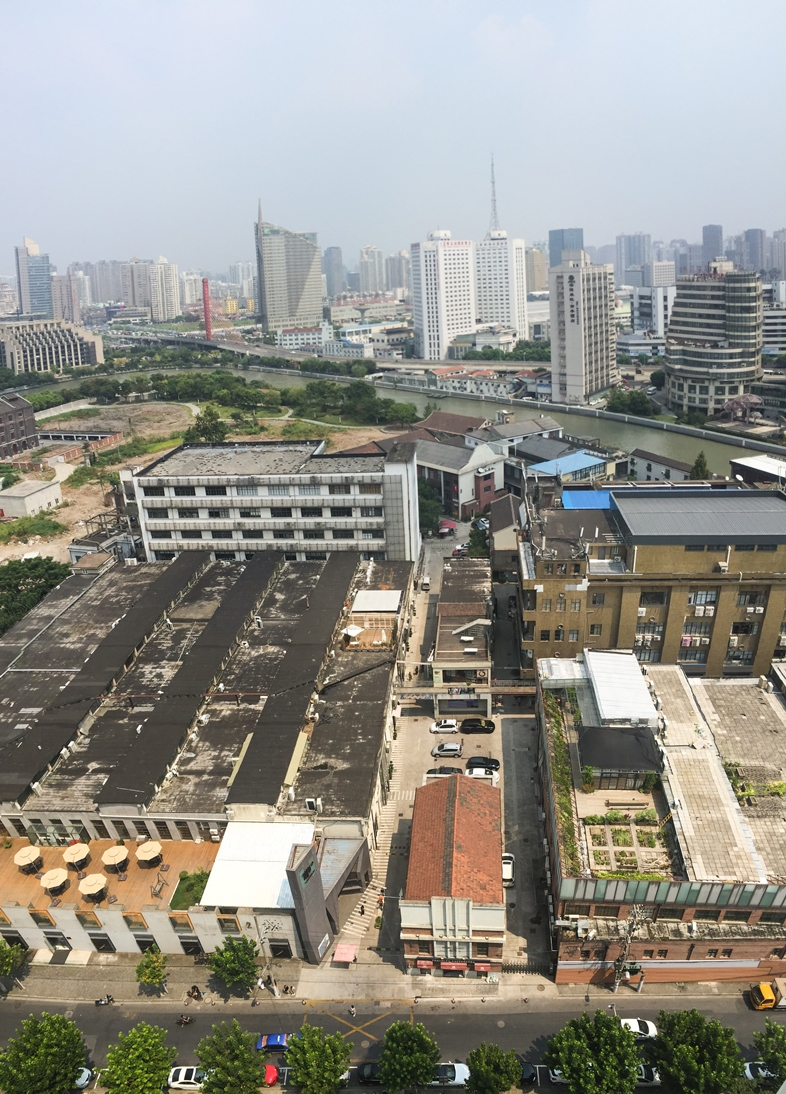
Az M50 madártávlatból

Mogansan út 50. (Kínaiul: 莫干山路50号) vagy más néven „M50” egy régi gyártelep helyén létesült kortárs művészeti kerület Sanghajban. A területen több mint száz, a közönség számára nyitott galéria és stúdió található.  Sokan hasonlítják a New York-i SoHóhoz, illetve a Pekingi 798 Művészeti Zónához. Az M50 külföldi és helyi látogatók számára is népszerű kulturális célponttá, Sanghaj meghatározó elemévé vált, és a Time Magazin a 10 legjobb sanghaji időtöltés közé válogatta.

## Elhelyezkedése
A környék neve a címére utal, és gyakran rövidítik „M50”-re vagy egyszerűen Mogansan útra. Puto Kerületben található, közel a Szucsou folyóhoz, egy régi ipari környéken, ám az újonnan épült lakóparkok között mára csak az M50 emlékeztet az ipari környezetre. A belvárosból néhány perc alatt megközelíthető a 3-as és 4-es metró vonalon a Zhongtan Stationről, az 1-es vonalon a Shanghai Railway Stationről és 13-as vonalon a Jiangning Roadról.

## Története
A Mogansan út 50. szám alatt eredetileg egy textilgyár volt. A művészeti élet 2000-ben kezdődött, amikor egy helyi művész, Hszüe Szong az olcsó bérleti díj miatt itt bérelt stúdiót. Hamar más művészek is követték a példáját, például Ding Ji, Csü Fenggo vagy Vang Hszingvej. Mára a negyed régi gyárait galériák, stúdiók, dizájn ügynökségek és más vizuális művészeti és kulturális cégek foglalták el. A terület még mindig a Shangtex állami textilvállalat tulajdonában van, amely a textilgyárat is működtette.

## Művészek és galériák
Az M50 több mint 120 galériának és művészeti stúdiónak ad otthont. Sanghaj néhány legismertebb művésze is itt alkot, többek között Csou Tiehaj, Ding Ji, Hszü Csen és a médiaművészeti csoport a Liu Dao is. A galériák között megtalálhatjuk a ShanghART Gallery-t, az EastLing Gallery-t, az island6-t vagy a Biz Art-ot.

## Lásd még
- Tianzifang
- 798 Art Zone